# SegaSonic Cosmo Fighter
SegaSonic Cosmo Fighter (яп. セガソニック・コスモ・ファイター, Сегасонікку Косумо Файта), також її називають SegaSonic Cosmo Fighter Galaxy Patrol — відеогра серії Sonic the Hedgehog, розроблена компанією Sega AM1 та видана Sega для аркадних автоматів Sega System C-2 в 1993 році.

## Ігровий процес

Протягом усієї гри Сонік керує космічним кораблем і паралельно збиває бомби та інші предмети

SegaSonic Cosmo Fighter є аркадний shoot 'em up, виконаний у двовимірній графіці зі видом зверху. На початку гри їжак Сонік відлітає на своєму кораблі в космос, і після пройденого польоту, на орбіті з'являється доктор Еґман. Після цього починається переслідування вченого, і гравець за допомогою джойстика і декількох кнопок може керувати кораблем, спорядженим системою наведення ракет, і снарядами. Дорогою доктор Еґман кидає убік головного героя бомби та інші предмети, намагаючись ускладнити йому політ. За кожен знищений предмет, персонажу даються золоті зірочки. Після прибуття на базу вченого, Сонік бореться з босом — самим Еґманом. Після перемоги над лиходієм та звільнення полонених тварин, їжачок отримує оновлений корабель і залежно від того, наскільки добре гравець уникав зіткнень, заробляє додаткові зірочки (від однієї до п'яти).

## Розробка та випуск гри
SegaSonic Cosmo Fighter була створена компанією Sega AM1, яка займалася розробкою ігор для аркадних автоматів. Як і Waku Waku Sonic Patrol Car, симулятор працює на системі C-2 PCB, плати якої були на консолі Sega Mega Drive/Genesis. Гра була створена у нетиповому для серії жанру shoot 'em up. Графіка та спрайти у SegaSonic Cosmo Fighter також відрізняються від тих, які використовуються в оригінальній Sonic the Hedgehog. Проєкт також містить зразки мови, що робить її однією з перших ігор серії, де озвучені персонажі. Так, їжака Соніка озвучив Такесі Кусао, а доктора Еґмана — Масахару Сато, які пізніше озвучили їх у платформері SegaSonic the Hedgehog.
Гра вийшла в 1993 році і поширювалася лише у Японії.

## Оцінки та відгуки
Більшість відгуків гра отримала після публікацій в Інтернеті кількох статей про маловідомі аркадні автомати. Рецензент із сайту Ars Technica Кайл Орланд похвалив розробників за використання у грі унікальних для серії спрайтів та наявність озвучування. Однак він зазначив, що для пошуку автомата (разом із Waku Waku Sonic Patrol Car) необхідно їхати до Японії, і якщо він там є, то всередину кабіни може поміститися людина тільки зі зростом дитини. Представник інтернет-ресурсу RetroCollect у своїй рецензії назвав проєкт «прихованим дорогоцінним каменем», який має запускатись через програму MAME.